# Burg Scharfenstein (Erzgebirge)

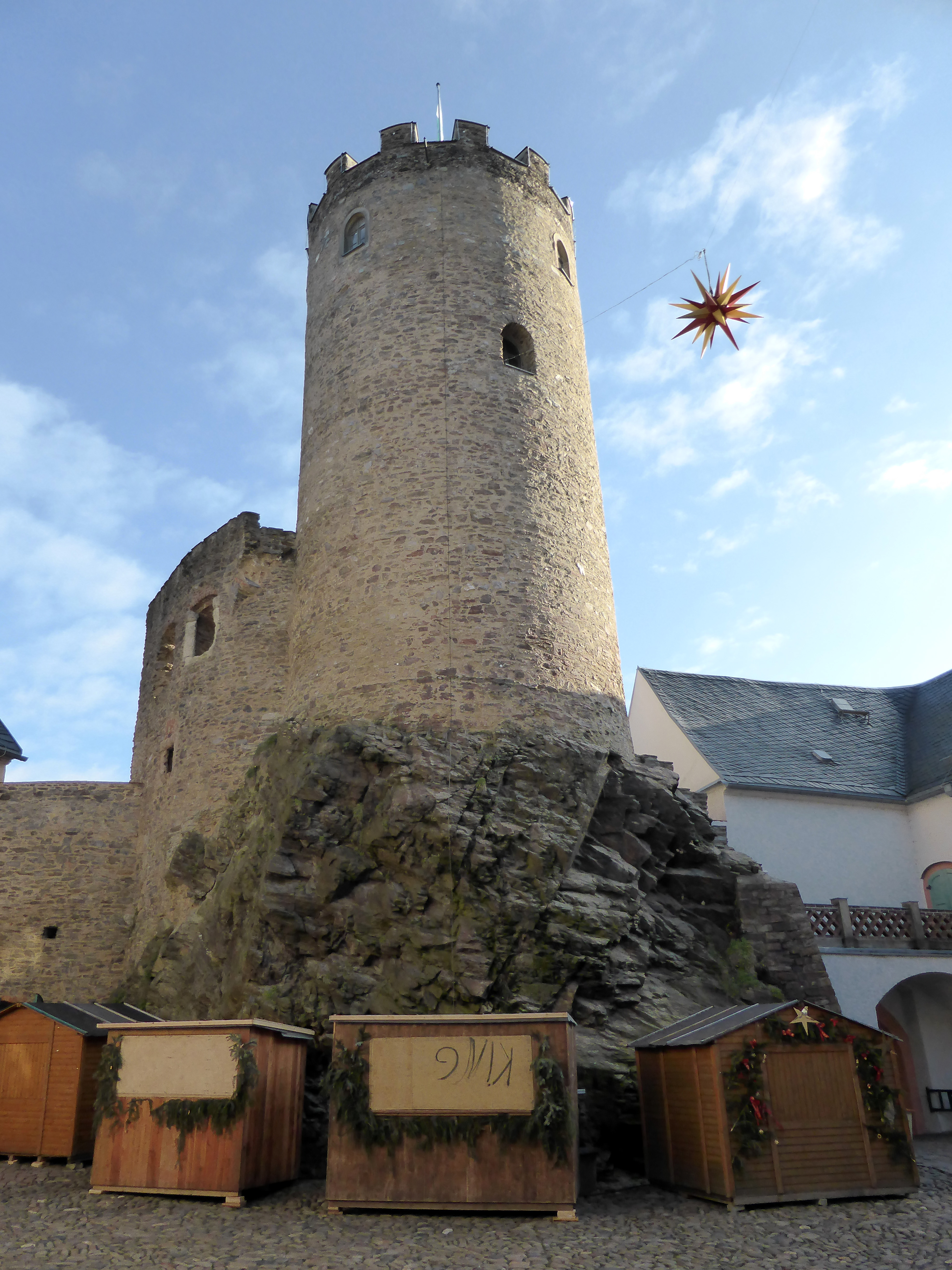
Bergfried

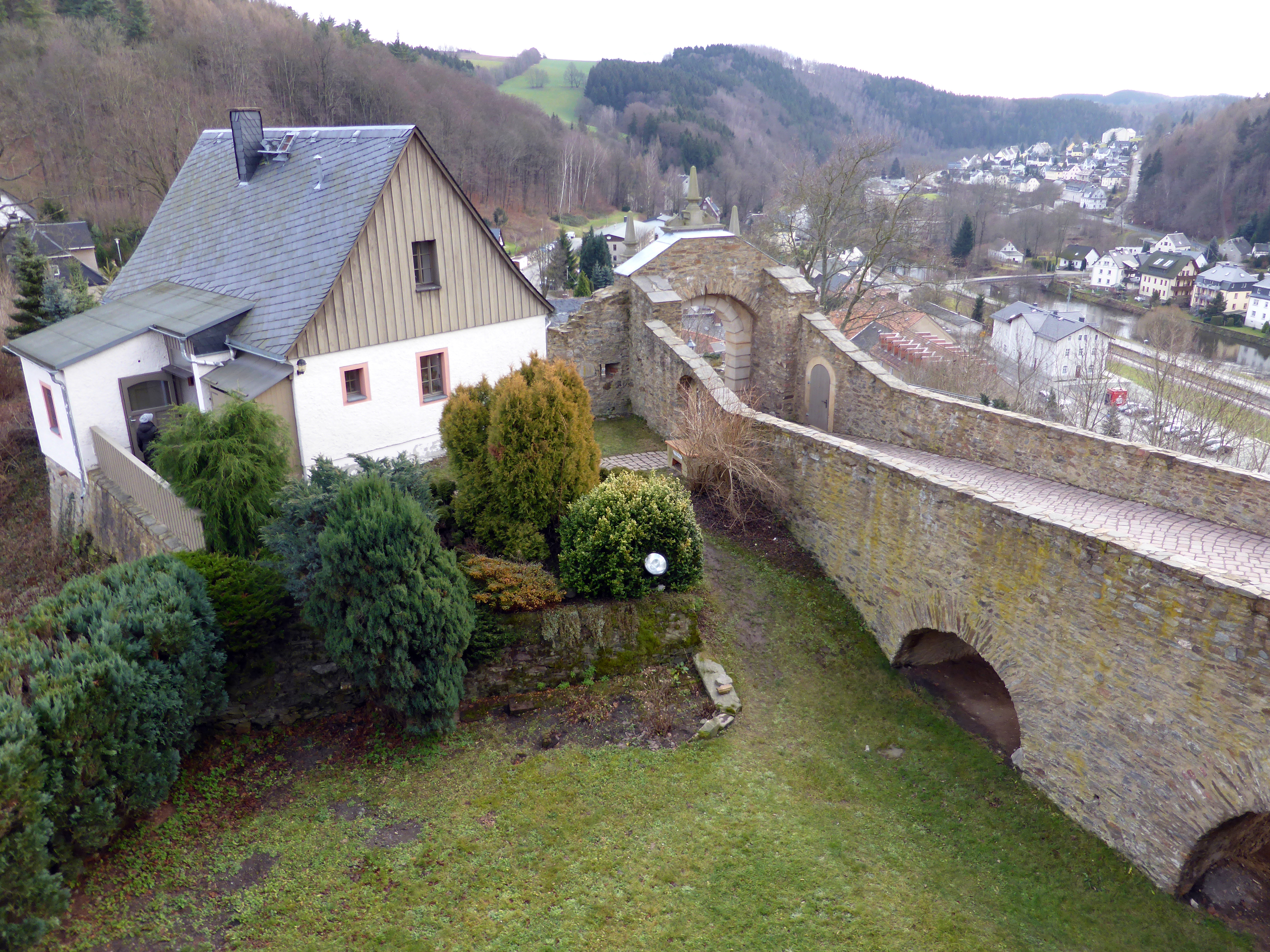
Blick auf Scharfenstein

Die Burg Scharfenstein ist eine Spornburg auf einem länglichen Bergsporn oberhalb der Ortschaft Scharfenstein, einem Ortsteil von Drebach im Erzgebirge im Freistaat Sachsen.

## Lage
Im NW von Scharfenstein auf einem nach WNW gerichtetem Bergsporn.

## Geschichte

### 1250–1652

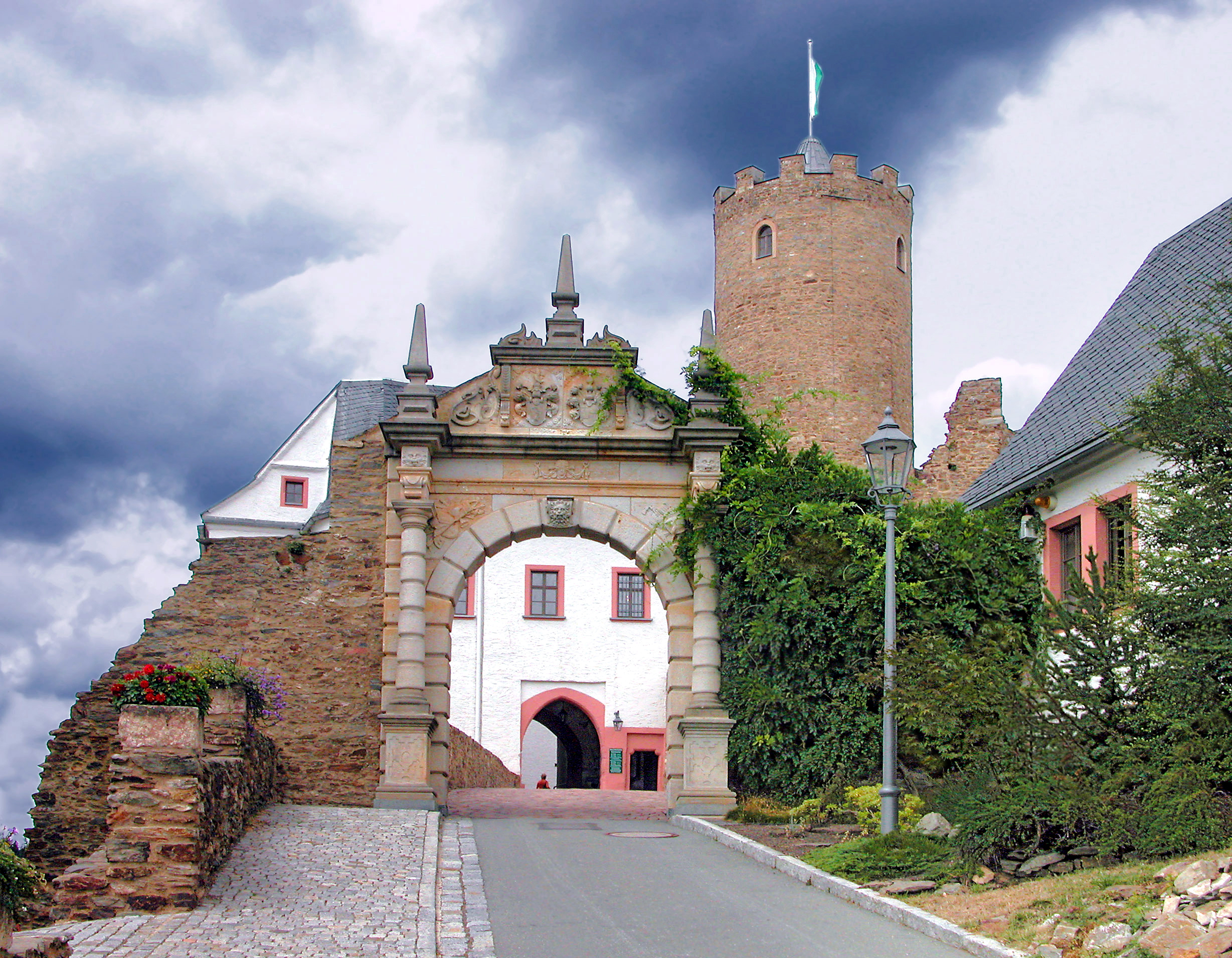
Burg Scharfenstein

Der ursprüngliche Bau wurde um 1250 errichtet. Als Bauherren vermutet man die von Waldenburg, als gesichert gilt jedoch nur der Erstbesitz.
Die von Waldenburg verfügten mit den in ihrem Besitz befindlichen Herrschaften Waldenburg, Rabenstein, Scharfenstein und Wolkenstein über ein zusammenhängendes Gebiet, das von der mittleren Pleiße bis zum Erzgebirgskamm reichte. 9 Dörfer waren den Schlossherren zinspflichtig, darunter Grießbach, Großolbersdorf, Drebach und Herold. 1350 ist der Name "Scharfenstein" urkundlich belegt. Als im 15. Jahrhundert die Burg Greifenstein zerstört wurde, übernahm Scharfenstein zusätzlich die Schutzherrschaft über Thum, Ehrenfriedersdorf und Geyer. Dadurch stieg sein Wert derart, dass der Kurfürst 1439 das Gebiet des ihm stark verschuldeten Waldenburgers an sich brachte.
Am 26. Januar 1492 kaufte Heinrich von Einsiedel (1435–1507), der Besitzer von Gnandstein, Salis, Kohren und Wolfitz, die Burg Scharfenstein sowie die dazugehörigen Dörfer Grießbach, Großolbersdorf, Grünau, Hohndorf, Hopfgarten und Scharfenstein. Zweiter Besitzer aus der Familie war bis 1535 Heinrich Hildebrand von Einsiedel (1497–1557). Von 1535 bis 1568 war Heinrich Abraham von Einsiedel (1504–1568) Herr auf Scharfenstein. Haubold von Einsiedel (1521–1592), der Kanzler am kursächsischen Hof in Dresden war, übernahm diese Herrschaft. Fünfter Besitzer der Familie war von 1592 bis 1602 Georg Haubold von Einsiedel (1572–1602). Es folgte bis 1610 Heinrich Abraham von Einsiedel (1560–1610). Heinrich Hildebrand von Einsiedel (1586–1651) war anschließend Besitzer der Burg. 

### 1652–1803
1652 wurde die Familie auf Scharfenstein in die beiden Äste Wolkenburg mit Rudolf Haubold von Einsiedel (1616–1654) und Scharfenstein mit Heinrich Hildebrand von Einsiedel (1622–1675) geteilt. Unter dem neuen Besitzer Heinrich Hildebrand von Einsiedel (1658–1731) wurde der Ast Scharfenstein 1680 nochmals in die Zweige Scharfenstein mit Heinrich Hildebrand von Einsiedel (1658–1731), Lumpzig mit Haubold Abraham von Einsiedel (1655–1733) und Weißbach-Dittersdorf mit Curt Heinrich von Einsiedel (1662–1712) geteilt. 1682 ging der Besitz auf Haubold Abraham von Einsiedel (1655–1733), dem Stammherren des Astes Lumpzig über. Mit dem Tod Haubolds 1733 ging der Besitz mit Heinrich Sigismund von Einsiedel (1683–1742) wieder zum Ast Scharfenstein. 
Der Besitz wechselte in den Ast Weißbach zu Curt Heinrich von Einsiedel (1695–1747) und dann zu Kurt Heinrich von Einsiedel (1735–1809), welcher von 1747 bis 1790 und erneut von 1789 bis 1803 Besitzer der Burg war. Zwischenzeitlich war dies sein Bruder Alexander Abraham von Einsiedel (1736–1789) gewesen.
In der Nähe der Burg, im Gänsewinkel, wurde 1762 der als Wildschütz bezeichnete Karl Stülpner geboren. Um sein Leben ranken sich verschiedenste Legenden, die teilweise auch auf und im Umfeld der Burg Scharfenstein spielen. 

### 1803–1931
Curt Heinrich von Einsiedel (1735–1809) übertrug nach dem Ableben seines Bruders Alexander Abraham von Einsiedel (* 1736) 1798 schon zu eigenen Lebzeiten 1803/1804 das Rittergut mit Zubehör auf seine Lehnsvettern aus der Linie Lumpzig, da männliche Nachkommen aus seiner Linie nicht vorhanden waren.
So wurden 1803/04 Friedrich Hildebrand von Einsiedel (1750–1828) und seine Brüder, Johann August (1754–1837), Georg Karl (1759–1835), Johann Alexander (1760–1849) und Heinrich Ludwig (1770–1842), Mitbesitzer des Rittergutes mit Burg und Zubehör. Friedrich Hildebrand war Kammerherr der Herzogsmutter Anna Amalia von Sachsen-Weimar-Eisenach und eine prominente Figur im Musenkreis der Weimarer Klassik. Scharfenstein besuchte er jedoch kaum. Die Administration von Scharfenstein erhielt um 1804 zunächst der jüngste Bruder Heinrich Ludwig von Einsiedel (1770–1842). Er war sächsischer Hauptmann und nahm den Wohnsitz auf Scharfenstein. Mit der Organisation der Klärung juristischer Fragen in Zusammenhang mit der Lehnsübernahme bzw. und anderer Probleme in Bezug auf Scharfenstein wurde ansonsten der Bruder Johann August von Einsiedel (1754–1837) betraut und bevollmächtigt. 1810 und 1812 fanden sich die Brüder – mit Ausnahme des kränklichen und damit reiseunlustigen Hildebrand von Einsiedel – auf Scharfenstein ein. 1812 übernahm der weitere Bruder, Rittmeister Alexander von Einsiedel (1760–1849), die Administration von Scharfenstein und lebte dort. 1825 nahmen dann auch August von Einsiedel, seine Ehefrau Emilie von Einsiedel (1757–1844) sowie ihr Sohn Friedrich August von Einsiedel (1793–1833) ihren Wohnsitz auf Scharfenstein. Um letzteres Ehepaar, das ebenfalls zum Weimarer Musenkreis zählte, rankte sich eine der skandalösesten Geschichten der Goethe-Zeit (zu lesen im Artikel über August von Einsiedel). Carl Friedrich von Einsiedel (1805–1875) war nach dem Tod des letzten der fünf Brüder, Johann Alexander von Einsiedel (1760–1849) von 1849 bis 1875 Herr auf Scharfenstein. Es folgte bis 1901 sein Sohn Kurt Haubold von Einsiedel (1840–1901). Als letzter aus dem Ast Lumpzig war von 1901 bis 1919 Heinrich Karl Fedor Kurt von Einsiedel (1879–1919) Besitzer der Burg, welche anschließend als letzten Besitzer der Familie in den Ast Wolkenburg zu Kurt Haubold Alexander von Einsiedel wechselt.
Durch einen Brand in der Nacht vom 1. zum 2. Juni 1921 wurden der gesamte Wohnflügel und ein Teil des Gesellschaftsflügels zerstört. In Anlehnung an die alte Gestalt erfolgte von 1921 bis 1923 der teilweise Wiederaufbau nach Planungen von Bodo Ebhardt. Bis 1931 blieb die Burg im Besitz der Familie.

### 1931–1967
Auf Betreiben der Zentralbodenkredit-AG in Berlin fand im September 1931 die Versteigerung der Burg vor dem Amtsgericht Wolkenstein statt. Der Fabrikbesitzer Fritz Eulitz aus Fährbrücke erwarb für 330.000 Mark den Besitz. Durch sein Wirken entstand 1932 eine Vogelschutzwarte. Hunderte Nistkästen wurden in dem zum Besitz gehörenden 325 ha großen Waldgebiet aufgehängt, Beringungen durchgeführt und wissenschaftliche Berichte mit Unterstützung der Chemnitzer Ornithologischen Gesellschaft herausgegeben.
1945 ging dieses Waldgebiet in Volkseigentum über, die Burg wurde zunächst Bergschule der Wismut und 1951 ein Spezialkinderheim für „schwererziehbare“ Jungen eingerichtet.

### 1967–1990
1967 wurde die Burg in den Jugendwerkhof A. S. Makarenko  umgewandelt. Dort wurden Jugendliche eingewiesen, die durch kleinere Vergehen oder unangepasstes Verhalten aufgefallen waren. Es waren stets drei Gruppen mit je 20 Jungen im Alter von 15 bis 18 Jahren untergebracht. Der maximale Aufenthalt dauerte 18 Monate. 
Neben dem Schulunterricht 
mussten sie  eine berufliche Teilausbildung zum Teilefertiger/Montierer im Zweischichtsystem im naheliegenden DKK Werk Scharfenstein absolvieren. Das DKK Werk stellte Haushaltskühlgeräte in hohen Stückzahlen her und beschäftigte mehrere tausend Mitarbeiter. Die Jungen des Jugendwerkhofs kamen dabei in verschiedenen Betriebsteilen zum Einsatz, z. B. Stanzerei, Kühlmaschinenbau, Waschanlage etc. Im Drei-Wochen Zyklus durchliefen die drei Jungengruppen Frühschicht, Spätschicht und Schule. Um den geregelten Ablauf und die Freizeitaktivitäten kümmerten sich die Erzieher des Jugendwerkhofes.
Über weitere Details des Alltags im Jugendwerkhof Scharfenstein gibt es bisher nur wenige zugängliche Unterlagen.
1968 wurden  zwei Jugendliche im Studentenkurzfilm  Paragraph 14 porträtiert.
Mit der politischen Wende  kam auch 1990 die Auflösung des Jugendwerkhofs.  Burg Scharfenstein konnte in den folgenden Jahren  mit der Übernahme durch den Freistaat Sachsen und nach einer Komplettsanierung für touristische Zwecke geöffnet werden.

## Heutige Nutzung
Die Burg Scharfenstein beherbergt das „Weihnachts- und Spielzeugmuseum“ und eine Ausstellung zur Volkskunst. Der Festsaal und weitere Räumlichkeiten können für Feiern und Veranstaltungen genutzt werden, im festlichen Trausaal werden Eheschließungen vollzogen. Der 17 Meter hohe Bergfried wird heute als Aussichtsturm genutzt und bietet einen sehr guten Blick ins Zschopautal.

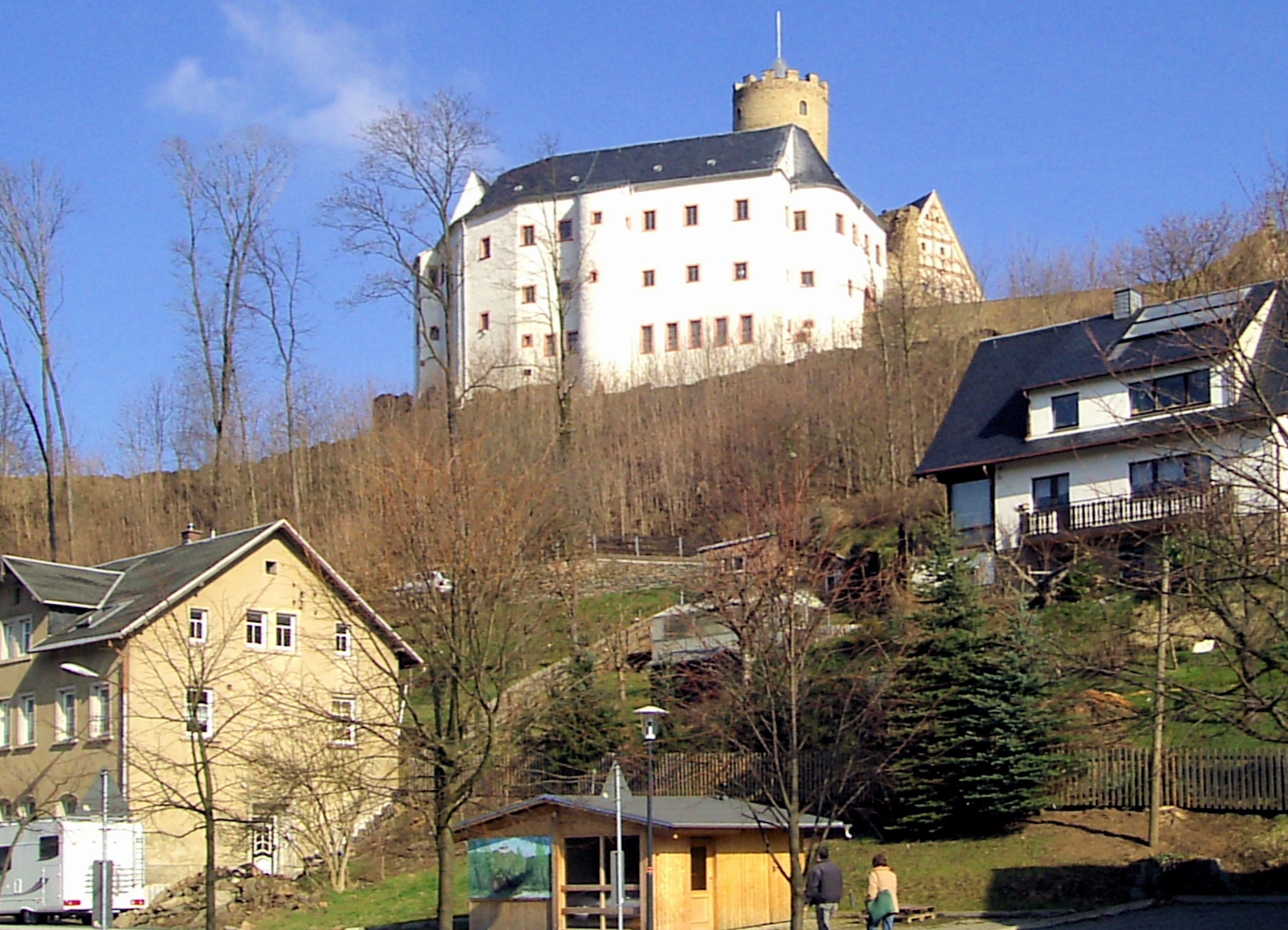
Zschopautal – Blick auf die Burg Scharfenstein
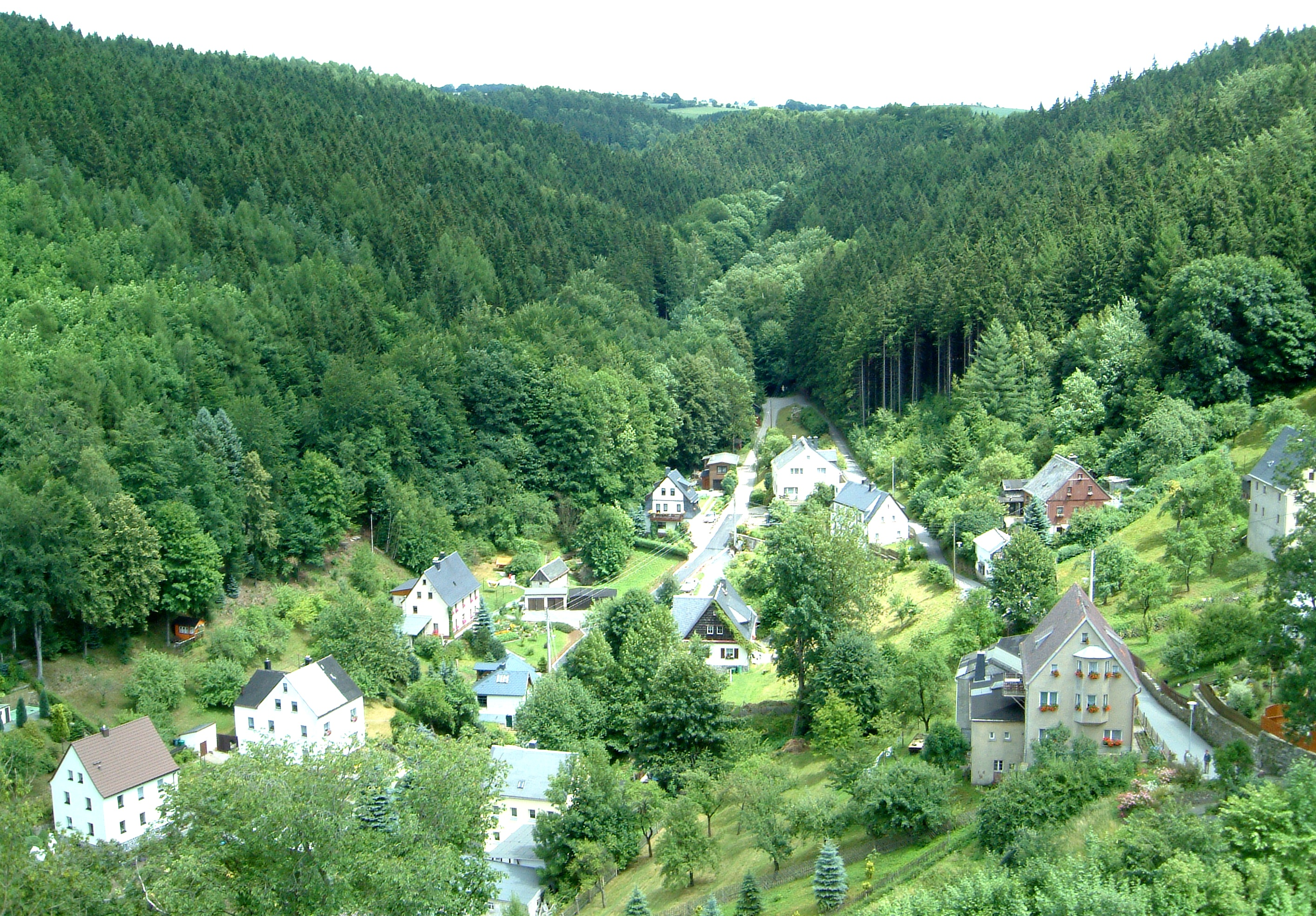
Blick von der Burg in den sogenannten Gänsewinkel
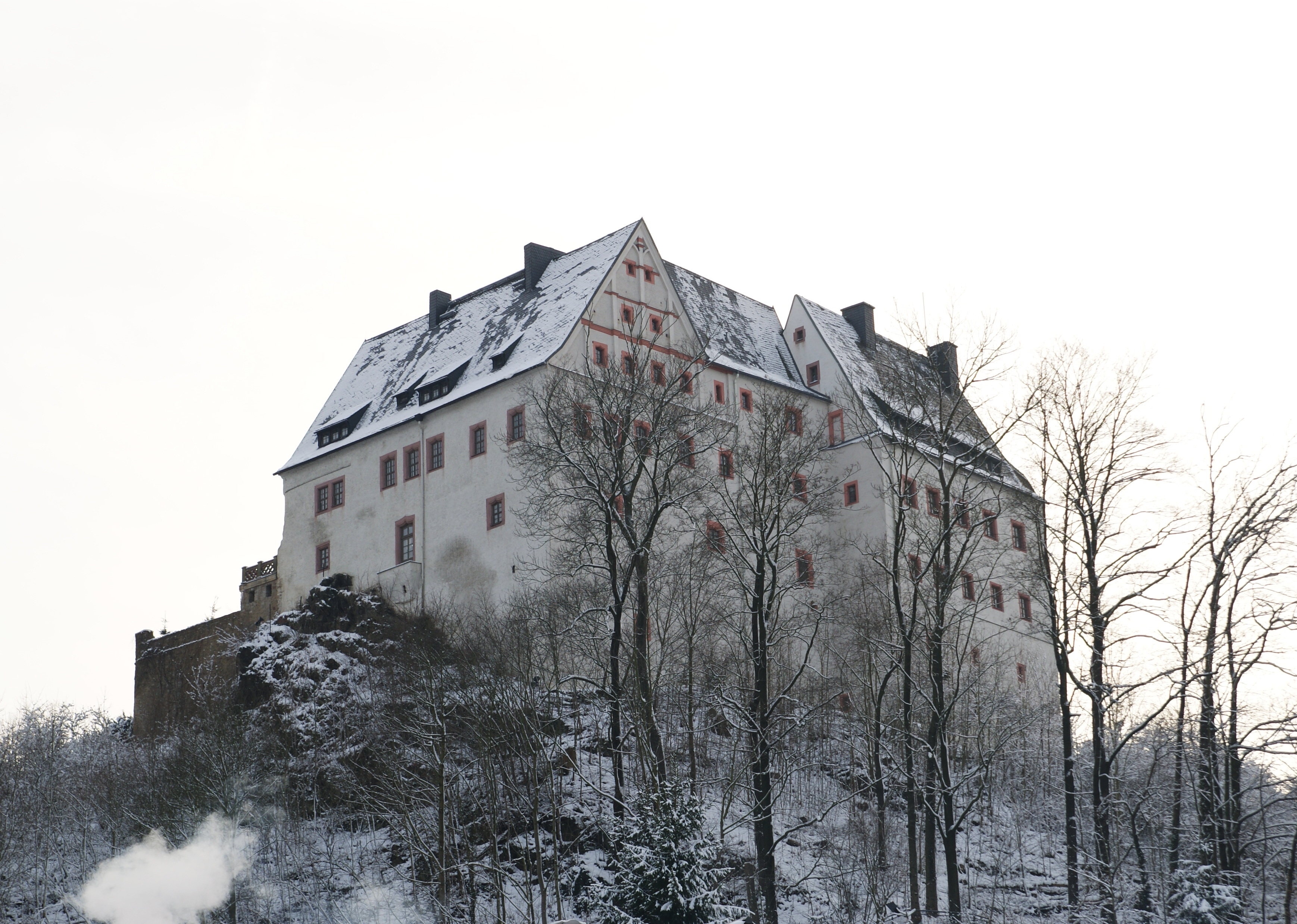
Blick vom Parkplatz Zschopauufer
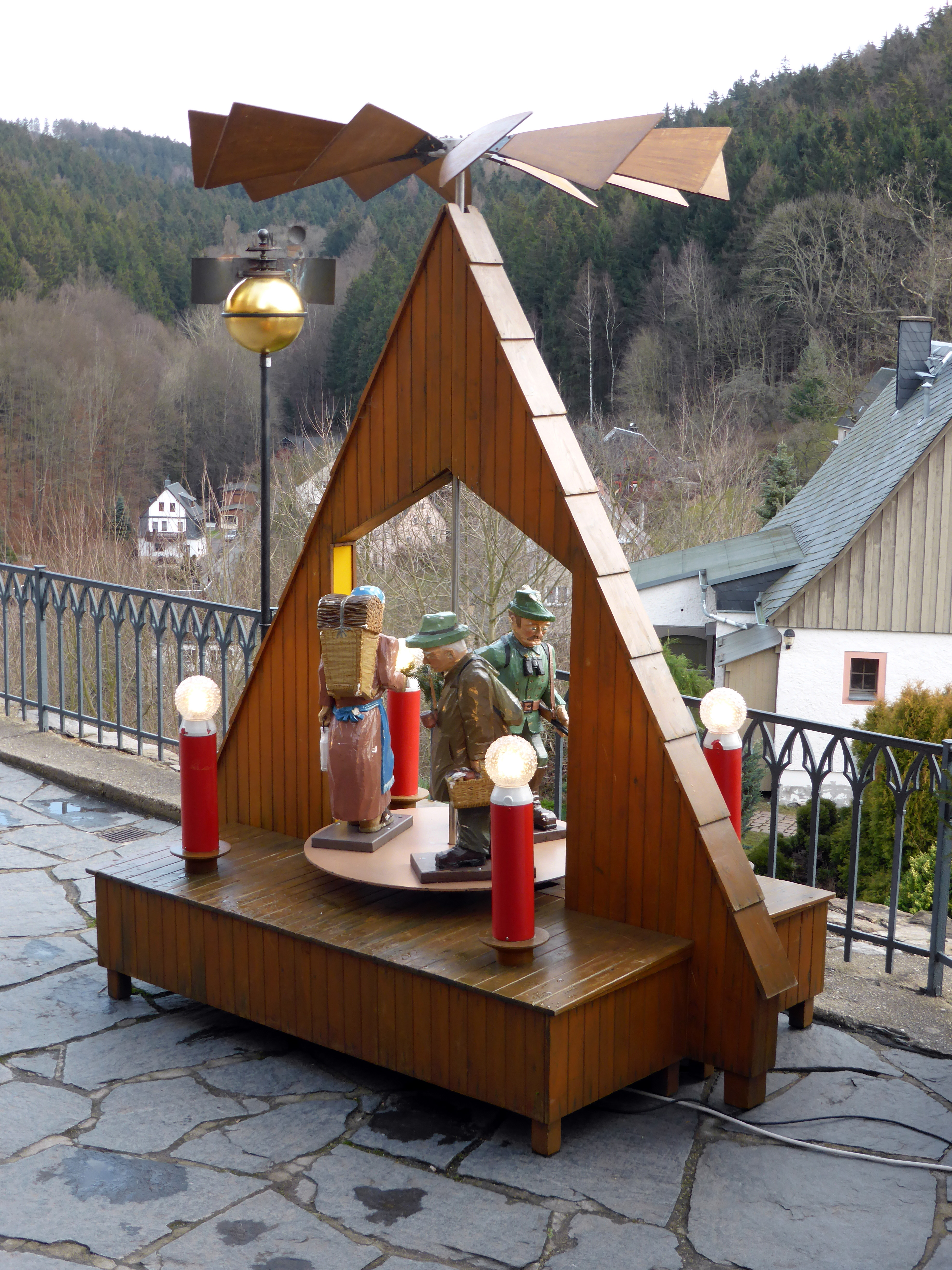
Weihnachts- pyramide auf Burg Scharfenstein
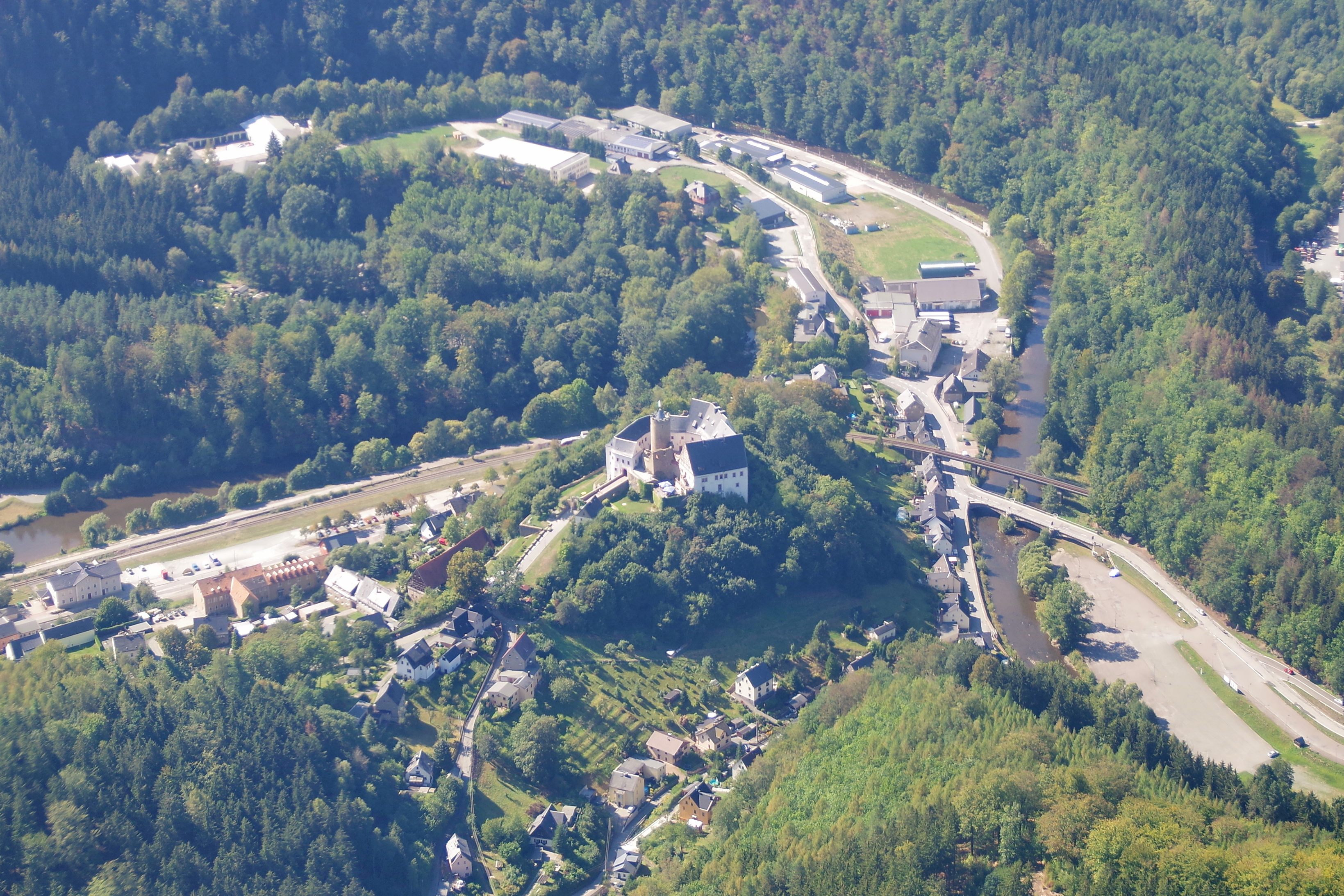
Luftaufnahme der Burg